# Primer Congreso Sudamericano de Derecho Internacional Privado
El Primer Congreso Sudamericano de Derecho Internacional Privado fue un congreso internacional sobre Derecho internacional privado y un foro codificador ad hoc de normas de derecho internacional privado internacionales celebrado en Montevideo del 25 de agosto de 1888 al 18 de febrero de 1889, en donde se aprobaron ocho tratados y un protocolo adicional que abarcaron prácticamente todo el derecho conflictual de aquel momento, ratificados por varios de los países participantes. Estos fueron unos de los primeros tratados de derecho internacional privado en entrar vigencia en el mundo.

## Convocatoria
El 10 de marzo de 1888 el Ministro de Relaciones Exteriores de Argentina Norberto Quirno Costa y el ministro Plenipotenciario de Uruguay en Argentina Gonzalo Ramírez se reunieron en Buenos Aires a fin de organizar un congreso de países sudamericanos con el propósito de uniformar por medio de un tratado las materias que abarca el derecho internacional privado. El Congreso de Derecho Internacional Privado habría de ser organizado por los gobiernos de Argentina y Uruguay el próximo 25 de agosto de ese año en Montevideo.
El 10 de marzo de 1888 Quirno Costa envió invitaciones simultáneas y por separado a los gobiernos de Bolivia, Brasil, Colombia, Chile, Ecuador, Paraguay, Perú y Venezuela.
Respondieron adhiriendo a la convocatoria los gobiernos de Bolivia, Brasil, Chile, Paraguay y Perú. El gobierno de Colombia declinó la invitación debido a que la reciente reforma de la Constitución hacía necesario revisar la legislación vigente, tarea que le impediría asistir al evento dado que no estaría finalizada para cuando comenzara el Congreso. En el caso de Ecuador, la declinación de la invitación se debió a que estaban en medio de las elecciones presidenciales por la que habría un inminente cambio de gobierno y las nuevas autoridades deberían ser quienes se encargaran de seleccionar y enviar a los representantes. Por su parte, el gobierno de Venezuela declinó la invitación debido a que «lo estrecho del tiempo» desde recibida la invitación a la fecha de realización del Congreso y a la distancia que tendría que viajar su plenipotenciario le haría imposible asistir.

## Congreso

### Asistentes
Al Congreso asistieron Roque Sáenz Peña y Manuel Quintana como representantes de la República Argentina, Santiago Vaca Guzmán como representante de la República de Bolivia, Domingos de Andrade Figueira como representante del Imperio del Brasil, Guillermo Matta y Belisario Prats como representantes de la República de Chile, Benjamín Aceval y José Zacarías Caminos como representantes de la República de Paraguay, Cesáreo Chacaltana y Manuel María Gálvez como representantes de la República del Perú, e Ildefonso García Lagos y Gonzalo Ramírez como representantes de la República Oriental del Uruguay.
En las primeras sesiones asistieron como representantes provisorios por Brasil el Barón de Alencar y Juan Duarte Da Ponte Ribeiro, pero que no podrían seguir asistiendo al no estar autorizados para participar de las reuniones. El Ministro Plenipotenciario designado por Brasil, Domingos de Andrade Figueira se incorporó en la sesión del 10 de diciembre debido a las sucesivas prórrogas de los trabajos del parlamento brasileño.

### Sesión inaugural
La sesión inaugural tuvo lugar el 25 de agosto de 1888. Ildefonso García Lagos dijo en su discurso de apertura que con el avance de las ciencias jurídicas ya era posible crear reglas fijas que sirvan para resolver los conflictos que ocasiona la aplicación de sus leyes al tratar con relaciones privadas, sin detrimento de la soberanía de las naciones.
Además dijo que la frecuencia y facilidad con la que se da el tráfico jurídico internacional y la multiplicidad e importancia de las transacciones comerciales que vinculan a los países sudamericanos entre sí y con el resto del mundo exigían la realización de un acuerdo internacional para la solución de cuestiones que afectan a esas relaciones jurídicas.
Por su parte, Norberto Quirno Costa mencionó que los nacionales y extranjeros que se incorporen al país que les reciba no deben sentirse ajenos al sistema ni tampoco perjudicados por los conflictos de leyes en lo que se refiere a su persona, actos o bienes, haciendo así más fácil las relaciones civiles. Además, a medida que los países sudamericanos progresan y aumentan sus relaciones internacionales, los vínculos entre las personas son más estrechos y es más necesaria la existencia de reglas comunes.
Sin embargo, en la sesión del 1° de diciembre, con motivo de la discusión del proyecto sobre el tratado de derecho penal internacional presentado durante la sesión del 10 de octubre, Sáenz Peña hace una aclaración, diciendo que ellos asistieron al Congreso no para uniformar legislaciones como expresaba la carta de invitación al congreso, pues esto —según dice— implicaría someter a revisión la legislación interna de cada país —lo cual significaría atacar el principio de la inviolabilidad de los Estados—, sino que fueron a discutir la ley aplicable y la jurisdicción competente frente a un caso con elementos internacionales.
Agregó también:

Estudiamos, Señores, una ciencia de relacion, que nace precisamente de esa diversidad de las legislaciones, á diferencia del derecho interno, que tiene una vida incondicional, que tiene una existencia propia que vive en todos los casos y contra todas las hipótesis; si suprimimos, entre tanto, como lo quiere Bluntschli, las fronteras que separan á los pueblos, si los confundimos por un momento en una sola nacionalidad, el Derecho Internacional Privado, habría desaparecido con la última soberanía local, con la última ley territorial...

## Tratados

### Tratado de Derecho Civil Internacional
En materia de jurisdicción, el título XIV regula la jurisdicción internacional directa. En su artículo 56 establece la regla general de jurisdicción para las acciones personales, siendo competente el juez del Estado cuya ley regula el acto jurídico por someterse a juicio. También admite como foro concurrente el del domicilio del demandado.
Frente a esta regla general, el tratado establece soluciones de jurisdicción específicas según el tema de que se trate: por ejemplo, el juez del domicilio de la persona (ausencia, capacidad, autoridad parental e institutos de protección de los incapaces, matrimonio y su validez, efectos personales, disolución, etc.), el juez del lugar de situación de los bienes (para acciones reales, bienes de los incapaces, bienes matrimoniales, bienes hereditarios) o el juez del lugar de residencia (medidas urgentes para las relaciones personales del matrimonio e institutos de protección de los incapaces).

### Tratado de Derecho Comercial Internacional
En el caso de los contratos de seguro internacionales, tiene jurisdicción sobre las acciones iniciadas contra las aseguradoras o sus sucursales en virtud de contratos de seguro marítimos o terrestres el juez del lugar de su domicilio legal. Según Boggiano, en el caso en que la aseguradora sea el actor, puede demandar alternativamente ante el juez del domicilio del demandado conforme el artículo 56 del Tratado de Derecho Civil Internacional. Los contratos de seguros terrestres o marítimos se regulan según la ley del lugar de situación del bien objeto del seguro al momento de celebración del contrato.

### Tratado de Derecho Procesal Internacional
El Tratado de Derecho Procesal Internacional de 1889 regula cuestiones atinentes al derecho procesal. Entre sus disposiciones, establece en su artículo 1° el principio de que el proceso judicial y sus incidentes se rigen por la ley del Estado en donde se promueven (lex fori regit processum). En su artículo 2° establece que la admisibilidad y valoración de la prueba se rigen conforme a la ley del fondo de la cuestión.
El Título II sobre las legalizaciones dispone la necesidad de la legalización de las sentencias, laudos y demás documentos auténticos, así como de los exhortos o cartas rogatorias, para que éstas surtan sus efectos. Para ello, la legalización deberá practicarse conforme a las leyes del Estado de donde procede, autenticada por el agente diplomático o consular acreditado del Estado en donde se pretende pedir la ejecución.
El Título III regula cuestiones sobre el cumplimiento de exhortos, sentencias y fallos arbitrales extranjeros. Para las sentencias y laudos arbitrales extranjeros dictados en un Estado parte, establece el principio general del reconocimiento aunque sujeto a algunos requisitos: que la sentencia o fallo haya sido expedida por tribunal competente en la esfera internacional, que tenga autoridad de cosa juzgada en el Estado en que se ha expedido, que se hayan cumplido con las garantías del debido proceso y que no se oponga a las leyes de orden público del país en donde se solicita la ejecución.
El artículo 6 enumera los documentos necesarios para solicitar el cumplimiento de las sentencias y fallos arbritrales. El artículo 7 dispone que el procedimiento para las sentencias o fallos se determinará por la ley procesal del Estado en donde se pide la ejecución. El artículo 8 prevé la eficacia extraterritorial de los actos de jurisdicción voluntaria, conforme a las reglas de los artículos anteriores. En su artículo 9 establece que los exhortos y cartas rogatorias que tengan por objeto una diligencia de carácter judicial se cumplirán en los Estados parte siempre que cumplan con los requisitos del Tratado.

### Tratado de Derecho Penal Internacional
El Tratado de Derecho Penal Internacional, aprobado el 23 de enero de 1889 y firmado en esa fecha por los representantes de Argentina, Bolivia, Paraguay, Perú y Uruguay, regula diversos aspectos en el ámbito del derecho penal, como la jurisdicción en asuntos penales, asilo, extradición y prisión preventiva. Ratificaron el tratado Argentina en 1894 (Ley N° 3192), Bolivia en 1903 (Ley del 17 de noviembre de 1903), Paraguay en 1889, Perú en 1889 (Resolución Legislativa del 4 de noviembre de 1889)  y Uruguay en 1892 (Ley N° 2207).
En materia de jurisdicción penal, dispone que los delitos se juzgan por los tribunales del Estado en donde se cometan, conforme a sus leyes, sin importar la nacionalidad del presunto autor, víctima o damnificado. En caso de que el delito haya sido cometido en un Estado pero sus efectos se producen en otro, el juez competente y la ley aplicable serán los del Estado en donde se produjeron los efectos dañosos. Si el delito afecta a varios Estados, el tribunal competente será el del Estado en donde el delincuente haya sido capturado.
En el caso de delitos cometidos en alta mar o en aguas neutrales, se juzgan y penan conforme a la ley del Estado a que pertenece la bandera del buque. En el caso de delitos perpetrados en aguas territoriales de otro Estado, tratándose de buques de guerra, se juzgan y penan siguiendo las leyes del Estado a que pertenece la bandera del buque; mientras que aquellos casos en que el delito haya sido cometido en un buque mercante de un Estado en aguas territoriales de otro, serán juzgados y penados por la ley del Estado en cuyas aguas jurisdiccionales el buque se encontraba al momento de cometerse el delito.
En materia de asilo, el Título II del Tratado regula sobre este instituto, siendo esta la primera vez en el mundo que se codifica el asilo en un tratado, además de que sentó las bases para el desarrollo posterior de la materia en el derecho internacional. El artículo 15 establece que ningún delincuente asilado en un Estado podrá ser entregado a las autoridades de otro Estado sino de conformidad a las reglas de la extradición. Esta protección de repatriación forzada (non-refoulement) se ve ampliada por la previsión del artículo 23, que dispone que la extradición no operará en el caso de delitos políticos o delitos comunes conexos a políticos, determinación que se hará por el Estado requerido conforme a la ley más favorable al acusado.
El artículo 16 prevé la inviolabilidad del asilo político; aunque establece el deber del Estado de impedir que los beneficiarios del asilo realicen en su territorio actos que pongen en peligro la paz pública del Estado en donde dichos delitos se han cometido. Esta norma previó el principio de que la concesión de un asilo es un acto humanitario, pacífico y no político, que no debe ser tomado como un acto hostil hacia el país de origen.
Sobre el asilo diplomático, el artículo 17 dispone que el sujeto presunto autor de delitos comunes que busque asilo en una misión diplomática deberá ser entregado a las autoridades locales por su jefe, por sí mismo o mediante tratativas con el Ministerio de Relaciones Exteriores; sin embargo, el asilo será respetado para los perseguidos por delitos políticos, debiendo el jefe de la misión diplomática notificar esta situación al gobierno del Estado ante el cual está acreditado, y por su parte, este gobierno podrá requerir que el presunto delincuente sea trasladado fuera del territorio nacional. El jefe de la legación podrá exigir, a su vez, que se otorgue las garantías necesarias para que el refugiado salga del territorio.
En materia de extradición, el Tratado establece la obligación de los Estados Parte de entregar por medio de la extradición a los delincuentes refugiados en su territorio siempre que el Estado requirente tenga jurisdicción en la causa; que el delito justifique la entrega, sea por su naturaleza o gravedad; que el Estado requirente provea documentación que según sus leyes autorice el juzgamiento y la prisión del delincuente; que el acto delictivo no haya prescripto conforme a la ley del país requirente; y que el delincuente no haya sido penado por el mismo delito ni cumplido su condena (non bis in idem). El Título IV del Tratado regula el procedimiento de extradición.

### Tratado sobre Propiedad Literaria y Artística
El Tratado sobre Propiedad Literaria y Artística, desde el punto de vista internacional, es el primer convenio que establece un sistema de protección a los derechos de autor en el continente americano. El tratado dispone que los derechos de los autores se regulan según la ley del Estado en que la obra tuvo su primera publicación o distribución, extendiéndose también a los sucesores. En cuanto a la duración de la protección, se estipula la regla del plazo más corto, es decir que ningún estado otorga a los autores de otro país un plazo de monopolio mayor que el propio, y si el plazo del país de origen es más corto, podrá ser limitado a dicho plazo.

### Tratado sobre Marcas de Comercio y de Fábrica
El Tratado sobre Marcas de Comercio y de Fábrica comienza en su primer artículo con dos normas, una material, por la que le reconoce a toda persona a quien se le haya concedido en uno de los Estados el derecho de uso exclusivo de una marca, el goce del mismo privilegio marcario en los demás Estados parte; y otra de conflicto, que establece el derecho aplicable a las formalidades y condiciones del ejercicio de ese goce, que será el de la ley del país en donde se pretende usar la marca.
El tratado da una definición de marca, como «el signo, emblema o nombre externo que el comerciante o fabricante adopta y aplica a sus mercaderías y productos, para distinguirlos de los de otros industriales o comerciantes que negocian en artículos de la misma especie». También comprende a los «dibujos de fábrica» y a «labores que, por medio del tejido o de la impresión, se estampan en el producto mismo». Define qué comprende los derechos de propiedad sobre una marca: el uso, transmisión o enajenación de la misma.
Establece en su artículo 4 la jurisdicción internacional y la ley aplicable para iniciar acciones, tanto civiles como penales, para juzgar las falsificaciones o adulteraciones marcarias: éstas serán juzgadas ante los tribunales del Estado en cuyo territorio se cometa el fraude, según su lex fori.

### Tratado sobre Patentes de Invención
En su primer artículo, el Tratado sobre Patentes de Invención establece una norma material sobre propiedad incorporal, por la que otorga a los titulares de una patente emitida en cualquiera de los Estados parte el derecho de disfrutar los derechos de la patente (los que están definidos en el artículo 5) en todos los demás Estados parte siempre que su titular registre la patente en cualquiera de los otros Estados parte en el plazo de un año.
La norma de conflicto del artículo 2 establece que el plazo de protección será conforme con la ley del país en donde la patente será ejercida. En caso de que la patente vaya a ser ejercida en varios países, el plazo de protección será el correspondiente de cada país. Aun así, el plazo del privilegio en uno de los Estados parte podrá ser limitado a aquel del país en el que ha sido emitida.
Los conflictos que surjan de la prioridad de la invención se resolverán teniendo en cuenta las fechas de solicitud de las patentes en cuestión en cada uno de los países involucrados, de acuerdo con la norma material del artículo 3.
Su artículo 4 define qué se entiende como invención o descubrimiento: un nuevo modo, un aparato mecánico o manual usado para fabricar productos industriales, para descubrir un nuevo producto industrial y la aplicación de medios perfeccionados con el propósito de conseguir resultados superiores a los ya conocidos. También describe en qué hipótesis no habrá posibilidad de obtener una patente.
La norma de conflicto del artículo 6 dispone que la responsabilidad civil y penal derivada del daño causado a los derechos del inventor serán perseguidos conforme a la ley del país en donde el evento dañoso ha sido provocado (lex loci delicti commissi).

### Convención sobre el Ejercicio de Profesiones Liberales
La Convención sobre el Ejercicio de Profesiones Liberales habilita a que los titulares de un título o diploma expedido en una institución de educación pública nacional de un estado parte puedan revalidarlos automáticamente en otro estado parte siempre que cumplan con los siguientes requisitos: la exhibición del título o diploma debidamente legalizado y probar que quien solicita la reválida es el titular del mismo. De acuerdo con Quintín Alfonsín, a pesar de lo que sugiere el título del tratado, este trata sobre la reválida de títulos habilitantes para ejercer una profesión en otro estado parte, pero no trata sobre la regulación de la práctica en sí misma de esa profesión, algo que se regula por la ley interna del país en donde se va a ejercer.

### Protocolo Adicional a los Tratados de Derecho Internacional Privado
El Protocolo Adicional a los Tratados de 1889 es aplicable a los otros ocho tratados y regula cuestiones generales de derecho internacional privado.
Establece la aplicación del derecho extranjero de los estados contratantes dependiendo del caso concreto, sin importar que las personas involucradas sean nacionales o extranjeras. También dispone que el juez debe aplicar de oficio la ley del orden jurídico remitido por la norma de conflicto, aunque otorgando a las partes la posibilidad de probar la existencia y contenido de ese derecho.
Además, establece que todos los recursos disponibles en la ley procesal del lugar del proceso podrán ser invocados aún si en el caso va a aplicarse derecho extranjero.
En su artículo cuarto prevé la excepción de orden público internacional, que funciona una vez ha sido determinada la ley aplicable a la relación jurídica, remitida por la norma de conflicto, excepción que el juez podrá invocar en un caso para rechazar la aplicación de esa ley aplicable debido a que vulnera el ordenamiento jurídico del juez. Este artículo se inspiró en el artículo 95 del Proyecto de Código de Derecho Internacional Privado realizado por Gonzalo Ramírez.

## Firmas y ratificaciones
| Tratado                                                        | Argentina | Bolivia  | Brasil                         | Chile | Colombia | Ecuador | Paraguay | Perú     | Uruguay  |
| -------------------------------------------------------------- | --------- | -------- | ------------------------------ | ----- | -------- | ------- | -------- | -------- | -------- |
| Tratado de Derecho Civil Internacional de 1889                 | Ratificó  | Ratificó | No                             | No    | Adhirió  | No      | Ratificó | Ratificó | Ratificó |
| Tratado de Derecho Comercial Internacional de 1889             | Ratificó  | Ratificó | Firmó                          | Firmó | Adhirió  | No      | Ratificó | Ratificó | Ratificó |
| Tratado de Derecho Procesal Internacional de 1889              | Ratificó  | Ratificó | Firmó                          | Firmó | Adhirió  | No      | Ratificó | Ratificó | Ratificó |
| Tratado de Derecho Penal Internacional de 1889                 | Ratificó  | Ratificó | No                             | No    | No       | No      | Ratificó | Ratificó | Ratificó |
| Tratado sobre Propiedad Literaria y Artística de 1889          | Ratificó  | Ratificó | Firmó                          | Firmó | No       | No      | Ratificó | Ratificó | Ratificó |
| Tratado sobre Marcas de Comercio y de Fábrica de 1889          | Ratificó  | Ratificó | Firmó                          | Firmó | No       | No      | Ratificó | Ratificó | Ratificó |
| Tratado sobre Patentes de Invención de 1889                    | Ratificó  | Ratificó | Firmó                          | Firmó | No       | No      | Ratificó | Ratificó | Ratificó |
| Convención sobre el Ejercicio de Profesiones Liberales de 1889 | Ratificó  | Ratificó | Adhesión sujeta a ratificación | No    | Adhirió  | Adhirió | Ratificó | Ratificó | Ratificó |
| Protocolo Adicional a los Tratados de Montevideo de 1889       | Ratificó  | Ratificó | No                             | No    | No       | No      | Ratificó | Ratificó | Ratificó |

Notas
1. 1 2  No asistió al Congreso.
2. ↑  A este tratado también adhirieron otros países no sudamericanos: Francia en 1896,[23][24] España[23] e Italia en 1900,[23][24] Bélgica en 1903,[23][24] Austria en 1923,[24] Alemania en 1925,[24] y Hungría en 1931,[24] adhesiones vigentes sólo para Argentina,[23] Bolivia[cita requerida] y Paraguay.[23]